# 烏揚季納河
烏揚季納河（羅馬化：Uyandina）是俄羅斯的河流，位於薩哈共和國內，屬於因迪吉爾卡河的左支流，河道全長586公里，流域面積177,000平方公里。
烏揚季納河在每年10月開始結冰，直至翌年5月下旬至6月上旬。